# 法比安·勒菲弗
法比安·勒菲弗（法語：Fabien Lefevre，1982年6月18日—），生于奥尔良，法国男子皮划艇运动员。他曾参加2004年和2008年两届奥运，其中2004年奥运收获铜牌，2008年奥运收获银牌。